# Mijke van Wijk
Mijke van Wijk is een Nederlands radiojournaliste en maakster van documentaires in podcast-vorm.
Ze bracht haar jeugd door in Wassenaar en studeerde psychologie aan de Universiteit van Amsterdam. Haar radioloopbaan begon ze bij Business Nieuwsradio, nu BNR Nieuwsradio. Later was ze onder meer te horen als nieuwslezeres voor het ANP en Yorin FM. Twee jaar presenteerde ze een nieuwsprogramma bij Radio Noord-Holland. Ook was ze de vaste nieuwslezeres in het ochtendprogramma Môgge Jeroen (dat later in Môgge Caz! veranderde) op radiozender Caz!
Ze presenteerde programma's op verschillende commerciële radiozenders, waaronder Radio 538 en Qmusic. Van Wijk was jarenlang presentatrice voor NPO Radio 6, met onder andere haar eigen dagelijkse programma Mijke's Middag met de eerste uitzending op 31 augustus 2009. Na hervormingen van de zender ging het programma samen met Co de Kloet in de late avond verder onder de naam Mijke en Co Live!. Tot eind 2015 presenteerde ze het programma Mijke en Co Live! op Radio 6.

## Documentaire-podcasts
Van Wijk maakte namens de KRO-NCRV en NPO Radio 1 In 2019 Tante Jos over haar oudtante, de verzetsstrijdster Jos Gemmeke en in 2024 over haar Oom Matje over haar oudoom Mathieu Gemmeke die SS'er was. In 2024 werkte ze voor Pointer mee aan Het kat en muisspel in de zorgsector, over zorgcowboys en zorgfraude. Daartussen, in 2022, maakte ze met DOCS Het pad van de jaguar, over de bedreigde habitat van de jaguar. Daarvoor reisde ze van Belize naar Costa Rica.